# Anne Rivers Siddons
Anne Rivers Siddons (* 9. Januar 1936 als Sybil Anne Rivers in Fairburn, Georgia; † 11. September 2019 in Charleston, South Carolina) war eine US-amerikanische Schriftstellerin, deren Romane sich durch ihren engen Bezug zu den Südstaaten Amerikas auszeichneten.

## Leben

### Privates
Sybil Anne Rivers wurde am 9. Januar 1936 in Fairburn nahe Atlanta, Georgia, als Einzelkind und Tochter des Anwalts Marvin Rivers und seiner Ehefrau Katherine (geb. Kitchens), die als Sekretärin an der Campbell High School tätig war, geboren. Sie wuchs in derselben kleinen Stadt auf, in der bereits sechs Generationen ihrer Familie geboren worden waren. Ihre Heimatverbundenheit äußerte sich später in ihrem literarischen Schaffen und zog sich durch alle ihre Veröffentlichungen.
1966 heiratete Rivers den Autor und Creative Director Heyward L. Siddons, wodurch sie die Stiefmutter von vier Söhnen (Lee, Kemble, Rick und David) wurde, die aus seiner ersten Ehe mit Nancy Williams Siddons hervorgegangen waren.
Im Jahr 1998 zog sie mit ihrer Familie von Atlanta nach Charleston, South Carolina, wo sie in einem kleinen Cottage hinter dem Haupthaus einen Großteil ihrer Werke verfasste. 2014 verstarb ihr Ehemann nach kurzer Krankheit, woraufhin Rivers Siddons die letzten Jahre ihres Lebens zwischen Atlanta und Brooklin, Maine, aufgeteilt verbrachte.
Am 11. September 2019 verstarb Anne Rivers Siddons in ihrem Zuhause in Charleston an Lungenkrebs.

### Karriere
Anne Rivers Siddons besuchte die Auburn University zwischen 1954 und 1958 und schloss mit dem akademischen Titel B.A.A. ab. Ihr Hauptfach Architektur wechselte sie zu Illustration. Während dieser Zeit besuchte sie ebenfalls die Atlanta School of Art und schrieb eine Kolumne für die Zeitung der Hochschule, den Auburn Plainsman. Inhaltlich äußerte Rivers sich positiv über die Immatrikulierung Schwarzer Studenten und Studentinnen, sowie deren Integration in den, zu dieser Zeit überwiegend von weißen Studenten und Studentinnen geprägten, Universitätsalltag. Als Konsequenz daraus wurde ihre Tätigkeit für die Hochschulzeitung von der Universitätsverwaltung beendet.
Siddons Studentinnenzeit diente ihr als Inspiration für ihren ersten Roman Heartbreak Hotel, den sie im Jahr 1976 veröffentlichte und der im Jahr 1989 unter dem Titel Heart of Dixie verfilmt wurde. Am Beginn der 1980er Jahre wurde ihre schriftstellerische Tätigkeit für vier Jahre durch Depressionen unterbrochen.
Nach ihrem Studienabschluss war sie von 1959 bis 1974 in der Werbung tätig und war bei Retail Credit Company, Citizens & Southern National Bank, Burke-Dowling Adams und Burton Campbell Advertising beschäftigt. Im Anschluss übernahm Siddons eine Anstellung als Autorin und Editorin beim Atlanta Magazine, wo sie eng mit dem Gründer der Zeitschrift, Jim Townsend, zusammenarbeitete.
Seit 1974 war sie als Vollzeitautorin tätig und wurde von ihrer Agentin Jennifer Rudolph Walsh bei William Morris Agency betreut. Bereits vom Beginn ihrer Karriere an wurde sie als ,Autorin für Frauen' betrachtet, identifizierte sich selbst allerdings als ,Autorin des Südens'. So diente der Süden, speziell Atlanta, als Hauptschauplatz ihrer Romane. Wenn dies in einigen wenigen Ausnahmen nicht der Fall war, stammte der Protagonist bzw. die Protagonistin aus dem Süden Amerikas und erzählte die Geschichte entsprechend aus jener Perspektive. In einem Interview mit Southern Living sagte Siddons: „I have found I can move anywhere in my fiction. If I take it from the point of view of a Southerner traveling there, it's still an honest point of view.“
Neben ihrer Heimatverbundenheit war auch ihr Engagement gegen Rassismus weiterhin bedeutend in Siddons Leben. Als Rev. Martin Luther King Jr. am 4. April 1958 bei einem Attentat erschossen wurde, schrieb Rivers Siddons noch Jahre später „the decade we had thought was our own would die, too.“ Mit der Veröffentlichung von Heartbreak Hotel definierte sie sich als Autorin der Post-Bürger-und-Bürgerinnenrechte-Ära und blieb ihren liberalen Ansichten, die sie bereits in ihrer Studentinnenzeit vertrat, weiterhin treu.
Generell können der Sezessionskrieg, die Bürger- und Bürgerinnenrechtsbewegung, Rassismus, die Modernisierung des Südens und der Verlust von regionalen Traditionen als Grundthemen von Siddons Romanen genannt werden.
Ihr Roman Peachtree Road gilt als ihr erfolgreichstes Werk, wobei 16 ihrer 20 Veröffentlichungen auf New-York-Times-Bestsellerlisten, meist für mehrere Wochen, zu finden waren. Insgesamt wurden mehr als 14 Millionen Exemplare ihrer Werke gedruckt und in mehrere Sprachen übersetzt, was ihren Erfolg auch auf internationaler Ebene verdeutlicht. Neben ihren literarischen Erfolgen war Siddons unter anderem Mitglied des Verwaltungsrates der Woodward Academy, Mitglied des Gremiums für Veröffentlichungen der Künste und Wissenschaften an der Auburn University, sowie Mitglied des Chevy Chase Clubs. Des Weiteren erhielt sie 1958 den Alumna Achievement Award in Kunst und Geisteswissenschaften der Auburn University, wurde 1988 Georgias Autorin des Jahres und erhielt 1991 die Ehrendoktorwürde der Geisteswissenschaften an der Oglethorpe University. Im Jahr 2007 wurde Rivers Siddons in die Georgia Writers Hall of Fame aufgenommen.

## Rezeption
Anne Rivers Siddons wird überwiegend positiv rezipiert und in Kritiken oft mit Margaret Mitchell verglichen.
In seinem Sachbuch Danse Macabre widmet etwa Stephen King ein ganzes Kapitel der Analyse ihres Romans The House Next Door und vergleicht ihr Werk mit Shirley Jacksons The Haunting of Hill House. Dasselbe Werk wird von Brian Stableford im St. James Guide to Horror, Ghost, and Gothic Writers rezipiert, indem er The House Next Door als „weit interessanter und abenteuerlicher als vergleichbare Werke derselben Zeit“ bezeichnet.
Ihre Fähigkeiten als Autorin des Südens wurden unter anderem von Bob Summers in Publishers Weekly gelobt, indem er über ihren Roman Homeplace sagte, sie treffe mit ihrer Geschichte über eine unabhängige Südstaatenfrau, die nach mehr als 20 Jahren in ihre Heimat zurückkehrt, einen nationalen Akkord. Peachtree Road wurde von Joyce Slater im Chicago Tribune als „Liebesbrief an Atlanta“ bezeichnet und obwohl die Kritiken zu Downtown durchwachsen ausfielen, wurde Siddons hier ebenfalls für ihre Fähigkeit des Schaffens eines Atlanta-Flairs der 1960er gewürdigt.
Ein weiterer Aspekt ihrer Werke, der in Kritiken besonders hervorging, war Siddons Vermögen der Charakterentwicklung, etwa der ihres Charakters Maude aus Colony, wie in Joan Mooney in der New York Times Book Review lobte.

## Werke

### Romane
- 1976: Heartbreak Hotel
- 1978: The House Next Door (Das Haus nebenan)
- 1981: Fox´s Earth
- 1987: Homeplace (Heimwärts)
- 1988: Peachtree Road (Straße der Pfirsichblüten)
- 1990: Kings Oak
- 1991: Outer Banks (Muscheln im Sand)
- 1992: Colony (Tausend Sommer)
- 1993: Hill Town (Licht über den Hügeln)
- 1994: Downtown (Und morgen ein neuer Tag)
- 1995: Fault Lines (Sommerbeben)
- 1997: Up Island (Insel im Licht)
- 1998: Low Country (Die Pfaueninsel)
- 2000: Nora, Nora
- 2004: Islands (Der Preis der Liebe)
- 2005: Sweetwater Creek (Sommer am Fluss)
- 2008: Off Season
- 2010: Burnt Mountain
- 2014: The Girls of August

### Sachbücher
- 1975: John Chancellor Makes Me Cry (Essaysammlung)
- 1978: Go straight on Peachtree (Ratgeber)

### Filmografie
- 1989: Heart of Dixie (basierend auf Heartbreak Hotel)
- 2006: Das Haus nebenan (The House Next Door)